# بورجا روبیاتو
بورجا روبیاتو (انگلیسی: Borja Rubiato؛ زادهٔ ۱۳ نوامبر ۱۹۸۴) بازیکن فوتبال اهل اسپانیا است.
از باشگاه‌هایی که در آن بازی کرده‌است می‌توان به باشگاه فوتبال زامورا، باشگاه فوتبال اوئسکا، باشگاه فوتبال رئال اویدو، باشگاه ورزشی کیتچی، باشگاه ورزشی اربیل، باشگاه فوتبال کادیس، باشگاه فوتبال ختافه، و باشگاه فوتبال اتلتیکو مادرید بی اشاره کرد.